# Cholupický potok
Cholupický potok je menší vodní tok v Pražské plošině, pravostranný přítok Vltavy protékající Cholupicemi a Modřany, částmi hlavního města Prahy. Délka toku měří 3,89 km.

## Průběh toku
Potok pramení na území přírodního parku Modřanská rokle – Cholupice u paty vzletová a přistávací dráhy letiště Točná západně od Cholupic v nadmořské výšce 308 metrů. Od pramene potok teče směrem na sever skrze zalesněné údolí. Pod lokalitou Na Beránku se potok stáčí k západu a teče údolím mezi Modřany a Komořany. Přibližně 400 metrů od Vltavy se kříží s Komořanskou ulicí, posléze s železniční tratí č. 210 Praha – Vrané nad Vltavou, za níž se v tůních přírodní památky Komořanské a modřanské tůně naproti levostrannému ústí Berounky zprava vlévá do Vltavy v nadmořské výšce 190 metrů, v blízkosti ústí se nachází areál bývalého modřanského cukrovaru a pro osobní dopravu uzavřené nádraží Praha-Modřany.

## Galerie
- pohled od Komořanské ulice proti proudu
- u cyklostezky před ústím
- ústí do Vltavy v tůních